# Monteaux
Monteaux ist eine französische Gemeinde mit 723 Einwohnern (Stand: 1. Januar 2022) im Département Loir-et-Cher in der Region Centre-Val de Loire. Sie gehört zum Arrondissement Blois, zum Kanton Veuzain-sur-Loire und zum Gemeindeverband Agglomération de Blois. Die Einwohner werden Montéhaubaldiens und Montéhaubaldiennes genannt.

## Geografie
Die Gemeinde Monteaux liegt am Nordrand des hier fast drei Kilometer breiten Loiretales an der Grenze zum Département Indre-et-Loire, etwa 21 Kilometer westsüdwestlich von Blois. Die Cisse begrenzt die Gemeinde im Süden. Von Norden erreicht die Petite Cisse das Loiretal. Umgeben wird Monteaux von den Nachbargemeinden Mesland im Norden, Veuzain-sur-Loire im Osten und Süden sowie Cangey im Südwesten und Westen.

## Bevölkerungsentwicklung
| Jahr                       | 1962 | 1968 | 1975 | 1982 | 1990 | 1999 | 2006 | 2014 | 2021 |
| Einwohner                  | 573  | 526  | 535  | 588  | 630  | 661  | 727  | 788  | 719  |
| Quellen: Cassini und INSEE |      |      |      |      |      |      |      |      |      |

## Sehenswürdigkeiten

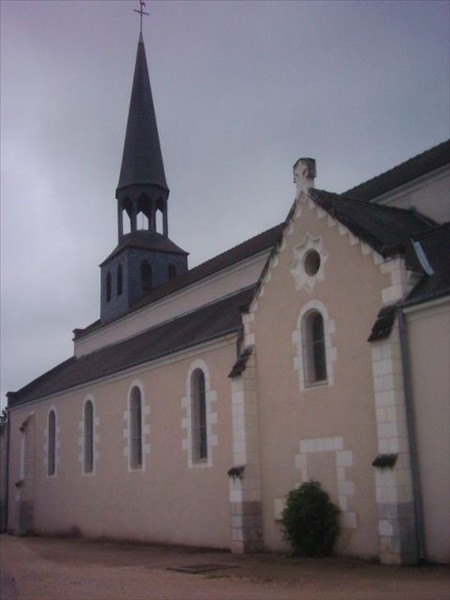
Kirche Saint-Pierre-et-Saint-Paul
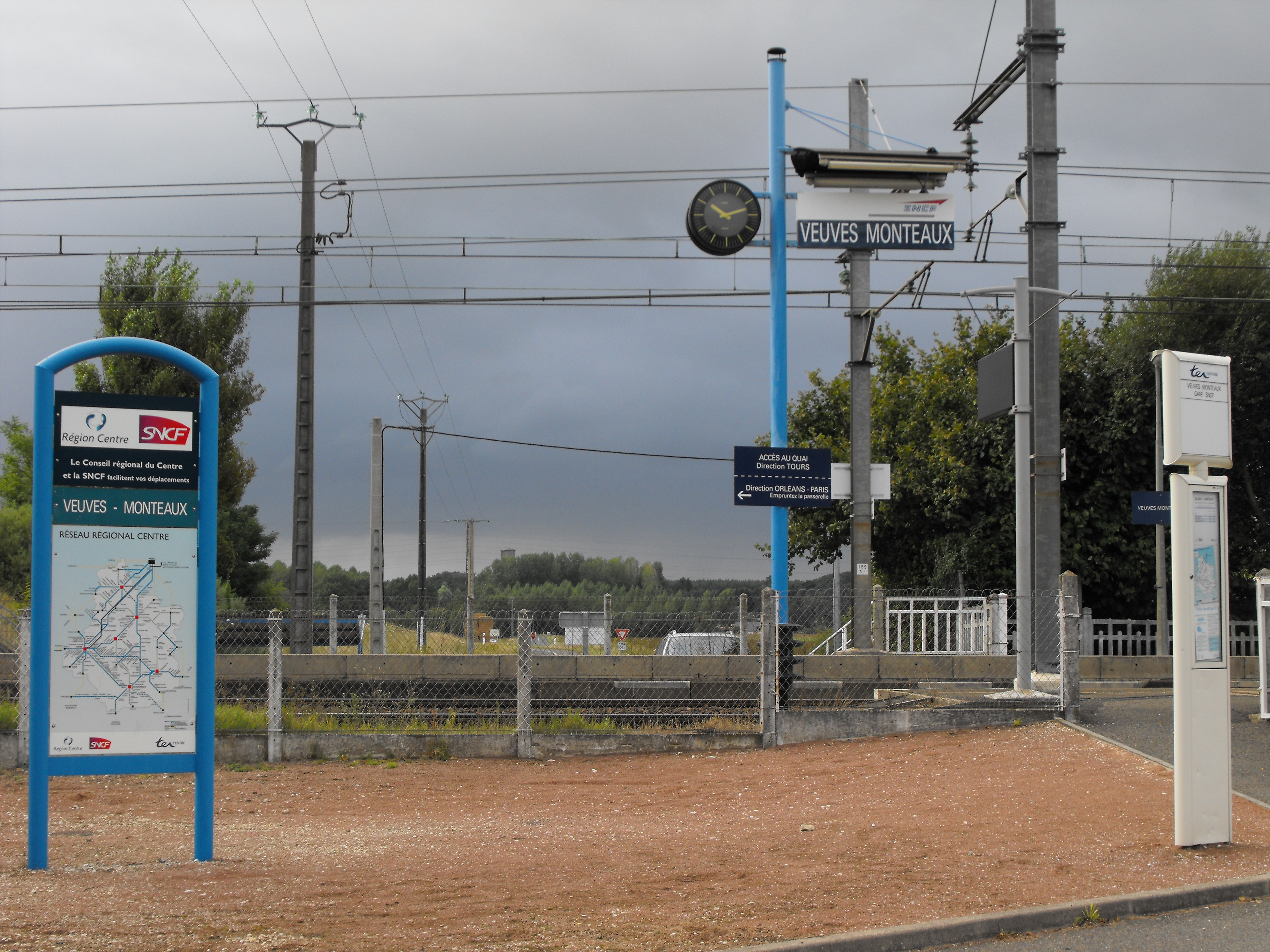
Bahnhof Veuves - Monteaux auf dem Gebiet der Gemeinde Veuves

- Schloss Monteaux mit der Mühle Gièvre
- Mühle Pasnel

- Kirche Saint-Pierre-et-Saint-Paul
- Bahnhof Veuves - Monteaux auf dem Gebiet der Gemeinde Veuves